# Chlamyphoridae
Chlamyphoridae (лат.) — семейство плацентарных млекопитающих из отряда броненосцев. Включает большинство современных, за исключением девятипоясных броненосцев, и несколько ископаемых видов броненосцев, в том числе глиптодонтов. Подразделяется на три современных и одно полностью вымершее подсемейства. Тело покрыто панцирем из окостеневших пластин, которые образуют головной, плечевой и тазовый щиты, а также несколько щитовых поясов, конечности и хвост также покрыты небольшими костными пластинками. Ведут одиночный образ жизни, проводя большую часть времени в своих норах. Насекомоядны или всеядны, иногда специализируются на поедании общественных насекомых (термитов и муравьев). В длину достигают от нескольких сантиметров до полутора метров, а в прошлом встречались формы весом до двух тонн. Эндемичное для Америки семейство, обитают в различных местообитаниях неотропического региона.

## Описание
Броненосцы семейства Chlamyphoridae бывают разных размеров. Самые мелкие, плащеносный и щитоносный броненосцы, достигают длины всего 11—14 см и массы тела 90—130 г и 100—115 г соответственно. Самый крупный — гигантский броненосец — достигает длины до 1,5 метров и массы от 20 до 60 кг, в среднем около 30 кг, в дикой природе, а в неволе часто достигает 80 кг. Он является самым крупным из всех ныне живущих броненосцев, однако он значительно уступает в размерах вымершим представителям семейства — глиптодонтам, масса которых могла достигать двух тонн. У некоторых видов наблюдается половой диморфизм.
Мозг Chlamyphoridae является относительно хорошо развитым, особенно по сравнению с небольшим мозгом девятипоясных броненосцев. Однако для него характерна гладкая поверхность. У представителей подсемейства Euphractinae его масса составляет 70—98 % от ожидаемой для млекопитающих их размеров.
У этих млекопитающих плохое зрение. У видов подсемейства Chlamyphorinae глаза очень маленькие и снаружи почти не видны. У Chlamyphoridae хороший слух и обоняние, о чём свидетельствуют хорошо развитые обонятельные луковицы. У щетинистого броненосца обнаружен вомероназальный орган (орган Якобсона), который, вероятно, позволяет ему обнаруживать феромоны. Барабанная перепонка также очень хорошо развита, особенно у длинноволосого броненосца, и приспособлена для восприятия низких звуков. Молоточек сохраняет длинный передний отросток. С другой стороны, уши у щитоносного броненосца, по-видимому, редуцированы. Однако у него есть небольшое наружное ухо, тогда как у близкого ему плащеносного броненосца уши не видны совсем.
У хламифорид треугольный язык с заостренным концом. Длинный, похожий на змею хвост гигантского броненосца помогает ему охотиться на насекомых. Бородавки, имеющиеся на нем, могут иметь различную форму: нитевидные, грибовидные или ограниченные. Для этих животных характерны простые, гомодонтные зубы, имеющие цилиндрическую форму. Молочных зубов нет вообще. Эмали также нет, и зуб не перестает расти. Отсутствие дифференциации зубов делает невозможным запись зубной формулы, в которой зубы подразделяются на различные типы. В каждой челюсти или получелюсти имеется от семи до десяти зубов, что в общей сложности составляет от 28 до 40 зубов. Исключением является гигантский броненосец, у которого имеется набор из 80—100 и даже более зубов, что является рекордом среди почти всех млекопитающих. Непереваренная пища попадает в пищеварительный тракт, который состоит из желудка с мощным привратником, разрушающим экзоскелеты беспозвоночных, и тонкого кишечника, отделенного от слепой кишки сфинктером.
Тело Chlamyphoridae покрыто панцирем из окостеневших пластинок. Он покрывает верх головы, спину, а у некоторых видов и хвост этих животных (у голохвостых броненосцев он остается непокрытым). Он состоит из небольших, но прочных окостеневших пластинок, называемых остеодермами, которые возникают в результате кальцификации наружного слоя дермы. Эти пластины покрыты слоем эпидермиса, состоящего из кератина, образующего чешуйки. Эти структуры образуют три легко различимые части панциря на теле: лопаточный щит, тазовый щит и область подвижных полос между ними, обычно числом от 3 до 25. Наименьшее их число, от двух до четырёх, встречаются у Tolypeutinae, тогда как у Chlamyphorinae, несмотря на их небольшие размеры, их много. Жесткий и куполообразный панцирь Tolypeutinae не плотно прилегает к телу, а содержит некоторое свободное пространство, в котором помещаются свернутые кверху конечности животного. Пространство под лопаточным диском открывается вперед, тогда как заднее пространство под тазовым диском ограничено сзади синсакрумом, то есть костью, состоящей из сросшихся позвонков. В то время как большинство Chlamyphoridae в случае опасности убегают, Tolypeutinae, которые редко прячутся в норах, сворачиваются в клубок, чего остальные броненосцы сделать не могут. В свернутом состоянии защищенные треугольными пластинами короткая голова и небольшой хвост плотно прилегают друг к другу, в результате образуется плотный бронированный шар. В таком виде животному сложно нанести какие-либо повреждения. У плащеносного броненосца панцирь слабо прикреплен, он соединен с телом мембраной в срединной плоскости. Панцирь может быть разного цвета, чаще всего это оттенки темно- или бледно-коричневого. У шестипоясного броненосца он бледно-желтоватый. Карликовый броненосец имеет беловатый панцирь. У Chlamyphorinae встречаются панцири розоватого цвета. Панцирь этой группы броненосцев иногда покрыт волосами, особенно у щетинистых броненосцев, у которых густые волосы покрывают как спинную, так и брюшную стороны тела. Однако у Chlamyphorinae ещё больше волос — белый шелковистый мех покрывает все тело, за исключением панциря. У Chlamyphoridae на брюшной поверхности тела обычно имеются редкие волоски. У новорожденных панцирь ещё не окостеневший, мягкий и розоватый, чешуя ещё не развилась. Окостенение происходит в первые недели жизни.
Функциями панциря, по-видимому, являются защита от хищников или терморегуляция. Температура тела Chlamyphoridae, которая и так ниже, чем у большинства млекопитающих (обмен веществ составляет всего 29—52 % от ожидаемого для млекопитающих аналогичного размера), по-видимому, в некоторой степени зависит от температуры окружающей среды. Обычно она составляет от +33 до +35 °C, иногда опускаясь до +32 или поднимаясь до +35,5 °C, не считая зимующего карликового броненосца, температура тела которого снижается до +14,5 °C. На короткий срок он впадает в оцепенение, в котором температура его тела достигает +24,5 °C. У Chlamyphoridae также было зарегистрировано кратковременное отсутствие дыхания продолжительностью до 10 минут с падением температуры тела до +2 °C.
Хвосты у Chlamyphoridae не очень длинные, не превышают половины длины тела. Например, у шестипоясного броненосца, имеющего длину тела без хвоста 40—50 см, хвост вдвое короче, а у длинноволосого броненосца длиной 30-40 см хвост в длину всего 8—11 см. Хвост особенно короток у Chlamyphorinae, у которых он не достигает 30 % длины тела. У плащеносного броненосца он размером 2,5—3,5 см и имеет конец ромбовидной формы, у щитоносного броненосца — 3—4 см и закруглен на конце. Обычно хвост имеет форму конуса и также покрыт панцирем. Однако у голохвостых броненосцев на хвосте нет панциря, он покрыт мелкими разбросанными пластинками.
Передние конечности не очень длинные, но мускулистые, заканчиваются когтями, используемыми для рытья нор и раскапывания почвы в поисках пищи. На ногах от трех до пяти пальцев, причем самый большой коготь обычно находится на третьем пальце. Адаптация к копанию прпивела к значительным изменениям в мускулатуре. У них сформировалась шейная часть трапециевидной мышцы. Глубокая ромбовидная (Musculus rhomboideus profundus) и лобно-поперечная (musculus omotransversarius) мышцы развились в отдельные мышцы. Изменения произошли также в головках трёхглавой мышцы плеча (трицепса) и глубоких сгибателях пальцев.
На задних конечностях по пять пальцев. Эти животные, как правило, стопоходящие, особенно задние конечности. Когти передних конечностей часто не дают всей стопе касаться земли, и животное склонно опираться на них при ходьбе, как это происходит у Tolypeutinae и Chlamyphorinae.

## Генетика
Chlamyphoridae диплоидны. Число хромосом зависит от конкретного таксона. Меньшие числа обнаружены у Tolypeutinae, особенно у шаровидного (38 хромосом) и трёхпоясного (46) броненосцев. У гигантского броненосца и броненосца тату по 50 хромосом. У шестипоясного и плащеносного броненосцев по 58 хромосом, у щетинистого броненосца 60, а самое большое число хромосом у длинноволосого, карликового и центральноамериканского броненосцев — 62. X-хромосома метацентрическая или субметацентрическая. Y-хромосома небольшая и акроцентрическая.

## Ареал и места обитания
Ареал семейства Chlamyphoridae охватывает Южную и Центральную Америку от центра Гватемалы и прилегающих районов юга Мексики и юга Белиза, где водится центральноамериканский броненосец, на севере до юга Патагонии на юге.
Броненосцы семейства Chlamyphoridae обитают преимущественно в тропических районах. Чаще всего это районы с повышенной влажностью. Однако, в отличие от девятипоясных броненосцев, которые не могут выживать в засушливых регионах, некоторые Chlamyphoridae обитают в таких местностях. Например, к ним прекрасно приспособился карликовый броненосец: в природе он никогда не пьет, получая всю воду из пищи. С другой стороны, Chlamyphoridae не приживаются в затопленных районах. Они также избегают местностей с голыми камнями. Ограничением для них, особенно для видов подсемейства Chlamyphorinae, также является субстрат, который не позволяет им зарываться в землю. Представители семейства Chlamyphoridae встречаются в лесах, на участках, покрытых кустарниками или травой. Они населяют следующие экорегионы: Амазония, Чако, Каатинга, Серрадо, Мата Атлантика, Пампа, Пантанал, центральноандская Пуна, патагонско-магеллановы вечнозеленые леса (с преобладанием нотофагуса коиуэ, или домбрейского южного бука Nothofagus dombeyi), Патагонская пустыня, Юнга. Некоторые виды обитают только в одном типе местообитаний с особыми условиями, например, трёхпоясный броненосец, обитающий только в сухой или полусухой каатинге и редко встречающийся в серрадо, и щитоносный броненосец, встречающийся только в песчаных районах Чако. С другой стороны, некоторые представители Chlamyphoridae легко приспосабливаются к широкому спектру местообитаний, в том числе изменённых человеком, и встречаются даже вблизи человеческих поселений, в садах или на сельскохозяйственных полях. Например, щетинистый броненосец встречается на плантациях сои, а щитоносный броненосец встречается даже вблизи жилых домов.

## Образ жизни
Chlamyphoridae часто укрываются в норах. Обычно они выкапывают их самостоятельно. Разные виды проводят под землей разное количество времени: дольше всего виды подсемейства Chlamyphorinae, меньше всего Tolypeutinae. До недавнего времени считалось, что они вообще не умеют копать. Однако недавно было обнаружено, что они способны рыть норы глубиной не более метра. Однако обычно они отдыхают в небольших углублениях в земле или в гнезде, выстланном растительностью, а при нападении на них не убегают в нору, а принимают форму шара. В отличие от них голохвостые броненосцы могут каждый день выкапывать себе новую нору. Закапываясь в почву, они помогают себе передним краем панциря, поворачивая тело. При опасности Chlamyphoridae способны настолько быстро рыть, что в подходящую почву, например, в рыхлый песок, могут полностью зарыться за считанные минуты. Под землей они могут дышать воздухом, находящимся между частицами почвы. В зависимости от способности рыть почву Chlamyphoridae можна разделить на 4 группы:
- не копающие — виды, которые совсем не роют землю, как оба вида трёхпоясных броненосцев;
- универсальные землекопы — виды, не специализирующиеся на рытье, роющие землю в поисках пищи и роющие норы, например, виды подсемейства Euphractinae;
- специализированные копатели — виды, специализирующиеся на рытье, выкапывании термитов, такие как голохвостые и гигантский броненосцы;
- виды, закапывающиеся в землю вращательными движениями, они не роют землю когтями, отбрасывая её, а закапываются круговыми движениями тела, виды подсемейства Chlamyphorinae[1].

Разные виды броненосцев роют разные норы. Например, вход в нору гигантского броненосца имеет полукруглую форму, его высота составляет примерно три четверти ширины. Она может быть выкопана в термитнике. Выход обычно находится на менее ветреной стороне. Гигантский броненосец обычно остается в ней несколько дней подряд, часто 2—3, но иногда может и до 17. У него также есть привычка возвращаться в свои старые норы. В брошеных гигантским броненосцем норах могут обитать многочисленные виды животных. Известно по меньшей мере 26 видов, которые в них гнездятся. Но это относится не только к норам гигантского броненосца. В заброшенных норах карликового броненосца, имеющих куполообразную форму с входом высотой 8 см и шириной 15 см и глубиной иногда до полутора метров, обитают змеи. Шестипоясный броненосец иногда создает простые неразветвленные норы, иногда более сложные, имеющие до семи входов. Похожие норы роет щетинистый броненосец. У этих двух видов наблюдалось терпимое отношение друг к другу в случаях, когда несколько особей использовали одну большую нору, пользуясь разными её входами. Наблюдали, как встретив собаку, шестипоясный броненосец спасался бегством, а голохвостый броненосец в такой же ситуации тут же выкопал себе новую нору. Норы Chlamyphorinae, напротив, обычно находятся под землей неглубоко, на глубине 10—15 см. Они не разветвляются. Этих животных можно сравнить с кротами. Подземный образ жизни Chlamyphoridae обусловлен их низкой чувствительностью к гипоксии. Они могут использовать воздух, находящийся между частицами почвы, и задерживать дыхание до 10 минут.
Эти животные наиболее активны ночью, хотя некоторые из них ведут дневной образ жизни или их активность зависит от условий. Например, длинноволосый броненосец летом предпочитает быть активным ночью, когда прохладнее, тогда как зимой он имеет тенденцию покидать свою нору днем, чтобы избежать холода. Независимо от времени года большую часть дня он проводит в своей норе. В неблагоприятных условиях карликовый броненосец может впадать в оцепенение, во время которого у него замедляется обмен веществ. Зимой он обычно впадает в спячку. При этом температура его тела снижается до +14,5 °C. Чтобы выжить в этот период, ему во время своей активности необходимо накапливать жировые запасы.
Chlamyphoridae издают разные звуки, иногда хрюкающие, хихикающие и пищащие, иногда звуки, напоминающие свиные. При испуге длинноволосый броненосец издает звук, напоминающий плач ребёнка, с частотой около 600 Гц.
В области таза у щетинистых и шестипоясного броненосцев имеются железы, вырабатывающие секрет с затхлым запахом. Вероятно, он используется этими животными для обозначения своего присутствия. Однако типичной территории, защищаемой от вторжений других особей своего вида, у них нет. Территория обитания одной особи составляет от 2 до 60 га и пересекается с территориями её соседей обоих полов.
Не социальные животные, ведущие одиночный образ жизни. Их социальные контакты, по сути, ограничиваются размножением. Однако изредка, при исключительном изобилии пищи или когда эти животные спасаются от наводнения, их можно наблюдать в группах численностью до 30 особей, в которых они терпят присутствие друг друга.

## Питание
Питаются в основном беспозвоночными, хотя они практически всеядны. Некоторые виды более специализированы на питании общественными насекомыми, например, гигантский броненосец питается муравьями, термитами и изредка дикими пчёлами. Другие питаются различными беспозвоночными, включая жуков и других насекомых и их личинок, скорпионов и пауков. Не брезгуют также и позвоночными, при случае поедают яйца птиц, мелких млекопитающих, изредка змей. Известны случаи, когда щетинистый и шестипоясный броненосцы убивали новорожденных козлят и цыплят. При случае эти животные также поедают падаль. В их фекалиях были обнаружены останки гуанако. Местное население обвиняет броненосцев в том, что они якобы раскапывают могилы. В Патагонии щетинистые броненосцы представляют угрозу для местной популяции пингвинов, поедая их яйца и птенцов. Кроме того, в рационе Chlamyphoridae есть и растительная пища, такая как семена, фрукты и корни. Шестипоясный броненосец может поедать даже пальмовые орехи, а большую часть его рациона в Патагонии составляют фрукты, хотя он также ест клубни и стебли. В одном исследовании, проведенном в Бразилии, 90 % рациона броненосца составляли растения, в основном ананасы, инжир и плоды пальм, хотя растительная пища обычно составляет лишь треть его рациона. Обычно они ищут пищу в почве или опавших листьях, опустив морду низко к земле и готовые выкопать её при необходимости. Свою добычу они не разгрызают на части, а проглатывают её большими кусками.

## Размножение и развитие
Самцы имеют длинный половой орган, у некоторых видов он достигает 50—60 % от длины тела. Он переносит сперму. У видов подсемейства Euphractinae, голохвостых броненосцев и гигантского броненосца половой орган самцов с большой головкой, длинный и высокий, но тонкий и ложкообразный из-за центральной впадины. Представители подсемейства Tolypeutinae также имеют характерный латерально-каудальный отросток. Половая система самок состоит из пары яйцевидных, удлиненных яичников, четко разделенных на корковое и мозговое вещество, матки пирамидальной формы с хорошо развитым телом и небольшими рогами, реже простой, грушевидной матки, влагалища (у трехпоясных броненосцев ведет в грушевидную матку) или, чаще, мочеполового синуса (у щетинистых броненосцев, чакского, карликового и плащеносного броненосцев ведет в пирамидальной формы матку) и вульвы, которая может быть довольно большой и выглядеть как маленький пенис. У самок обычно имеется пара сосков, расположенных на груди или, реже, у Chlamyphorinae, на брюхе.
Размножение броненосцев семейства Chlamyphoridae изучено недостаточно. В неволе они часто не размножаются, а информация о многих видах носит лишь казуиситческий характер.
Половая зрелость наступает в возрасте от 9 месяцев (шестипоясный броненосец) до 11 месяцев (длинноволосый броненосец) и 1 года (шаровидный броненосец), у гигантского броненосца может наступать ещё позже.
Наступление сезона размножения у карликового броненосца определяется наличием света, после чего в крови самцов увеличивается концентрация тестостерона. Обычно ведущие одиночный образ жизни Chlamyphoridae в период размножения могут встречаться группами. Иногда несколько самцов могут преследовать одну самку. После спаривания наступает беременность, которая длится от менее двух месяцев у карликового броненосца до 114 дней у Tolypeutinae. Самка рожает в норе от одного (гигантский броненосец, голохвостые броненосцы) до трех детенышей (шестипоясный броненосец). Масса новорожденных от 50 г (карликовый броненосец) до 115 г (трехпоясные броненосцы). Сколько весят новорожденные детеныши у гигантского броненосца, точно неизвестно, возможно, 1,9—3,5 кг. Панцирь новорожденных ещё не окостеневший, хотя новорожденные Tolypeutinae могут сразу же вставать на ноги или сворачиваться в клубок. Их глаза закрыты и открываются через 3 недели. Детеныши пьют молоко матери, которая заботится о них. Не имея возможности брать и поднимать их за шею, как это обычно делают самки многих других млекопитающих, они переносят их за конечности или за край лопаточного диска. Молодняк растет быстро, набирая от 9 до 25 г в день. При завершении питания молоком их масса тела составляет 40 до 57 % от таковой у взрослых животных, в то время как большинство млекопитающих достигает лишь одной трети.
Продолжительность жизни большинство представителей семейства Chlamyphoridae неизвестна. Не существует методов, позволяющих надежно определять возраст взрослых особей. Исследования карликового броненосца в дикой природе показали, что продолжительность жизни этого животного составляет около 9—10 лет. Особи, содержащиеся в неволе, живут дольше. Известно, что длинноволосые и шаровидные броненосцы в зоопарках доживали до 30 лет.

## Враги и заболевания
Наиболее опасными врагами для броненосцев Chlamyphoridae являются домашние собаки и кошки; на них также охотится человек. Среди их естественных врагов местные хищные млекопитающие: южноамериканские лисицы, тайра, кустарниковая собака, майконг, ягуар, ягуарунди, пума, а также хищные птицы и змеи.
Заболевания, поражающие этих млекопитающих, включают токсоплазмоз, лейшманиоз, болезнь Шагаса, бруцеллёз и паракокцидиоидомикоз.

## Систематика и эволюция
Раньше броненосцев семейства Chlamyphoridae объединяли в одно семейство с Dasypodidae, хотя они имеют достаточно значительные морфологические и генетические различия. Кроме того, Chlamyphoridae не образуют клады, к которой не принадлежали бы глиптодонты, поэтому Glyptodontidae классифицируются как подсемейство в рамках отряда Chlamyphoridae. В настоящее время в семейство включают следующие подсемейства, роды и виды:
Семейство Chlamyphoridae Harlan, 1825
- Подсемейство Chlamyphorinae Bonaparte, 1850
  - Род Calyptophractus — Щитоносные броненосцы
    - Calyptophractus retusus — Щитоносный броненосец

  - Род Chlamyphorus — Плащеносные броненосцы
    - Chlamyphorus truncatus — Плащеносный броненосец
- Подсемейство Euphractinae Winge, 1923[11]
  - Род † Coelutaetus
  - Род † Dasypodon
  - Триба Euphractini Winge 1923
    - Род † Anutaetus
    - Род Chaetophractus — Щетинистые броненосцы
      - Chaetophractus nationi — Чилийский броненосец
      - Chaetophractus vellerosus — Длинноволосый броненосец
      - Chaetophractus villosus — Щетинистый броненосец

    - Род † Chorobates
    - Род † Eodasypus
    - Род Euphractus — Шестипоясные броненосцы
      - Euphractus sexcinctus — Шестипоясный броненосец

    - Род † Hemiutaetus
    - Род † Holozaedyus
    - Род † Isutaetus
    - Род † Macroeuphractus
    - Род † Mazzoniphractus
    - Род † Neophractus
    - Род † Paleuphractus
    - Род † Paraeuphractus
    - Род † Parutaetus
    - Род † Proeuphractus
    - Род Zaedyus — Карликовые броненосцы
      - Zaedyus pichiy — Карликовый броненосец

  - Триба † Eutatini Bordas 1933
    - Род † Barrancatatus
    - Род † Chasicotatus
    - Род † Doellotatus
    - Род † Eutatus
    - Род † Meteutatus
    - Род † Paraeutatus
    - Род † Ringueletia
- Подсемейство † Glyptodontinae[12] — Глиптодонтины
  - Род † Doedicurus
  - Род † Glyptodon — Глиптодоны
  - Род † Glyptotherium
  - Род † Hoplophorus
  - Род † Panochthus
  - Род † Parapropalaehoplophorus
  - Род † Plaxhaplous
- Подсемейство Tolypeutinae
  - Род Cabassous — Голохвостые броненосцы
    - Cabassous centralis — Центральноамериканский броненосец
    - Cabassous chacoensis — Чакский броненосец
    - Cabassous unicinctus — Большой броненосец
    - Cabassous tatouay — Броненосец тату

  - Род † Kuntinaru[13]
  - Род Priodontes — Гигантские броненосцы
    - Priodontes maximus — Гигантский броненосец

  - Род Tolypeutes — Трёхпоясные броненосцы
    - Tolypeutes matacus — Шаровидный броненосец
    - Tolypeutes tricinctus — Трёхпоясный броненосец

Семейства броненосцев Dasypodidae и Chlamyphoridae разделились, предположительно, около 45 миллионов лет назад. Самые древние окаменелости на 3 миллиона лет моложе, они происходят из эоценовых отложений. В последующие эпохи Chlamyphoridae составляли ядро весьма обширной и разнообразной группы. Было обнаружено более ста родов, 65 из которых являются представителями крупных бронированных глиптодонтов. Это разнообразие стало уменьшаться, сравнительно недавно подвергшись вымиранию, что существенно сократило число видов. В итоге глиптодонты полностью вымерли, до наших дней дожили 3 подсемейства.
Подсемейства Tolypeutinae и Chlamyphorinae отделились друг от друга, вероятно, 33 миллиона лет назад. Euphractinae появились около 11 миллионов лет назад в период засушливого климата.

## Содержание в неволе
Содержать броненосцев Chlamyphoridae в неволе сложно. Они, как правило, не размножаются. Им трудно подобрать подходящий корм, что приводит, особенно при с одержании гигантского броненосца, к ожирению. Существует незаконная торговля несколькими видами в качестве домашних животных, но выловленные в природе особи часто умирают в неволе всего через несколько дней.

## Основные угрозы и охрана
Одной из основных угроз для Chlamyphoridae является разрушение их среды обитания. Они также часто погибают на дорогах, эта причина их смертности считается самой распространенной среди антропогенных угроз для этих животных. На втором месте — охота на них со стороны домашних животных, таких как собаки и кошки. Охотятся на этих млекопитающих и люди — как ради мяса, так и в спортивных целях. Однако некоторые люди испытывают отвращение к мясу этих броненосцев, поскольку они питаются падалью. Местное население считает, что щитоносный броненосец является предзнаменованием смерти. Они верят, что встреча с этим маленьким животным означает смерть среди близких того, кто его встретил. И единственный способ предотвратить несчастье — убить животное. Некоторые виды также считаются вредителями сельскохозяйственных культур. Третьи роют норы, провалившись ногами в которые могут получить травмы люди и скот. Особенно в этом обвиняют щетинистого броненосца.
В то же время, некоторые коренные культуры видят в этих животных мудрость. Другие относятся к ним как к священным животным.
Международный союз охраны природы и природных ресурсов относит гигантского и трёхпоясного броненосцев к уязвимым видам. Ещё три вида, чакского, шаровидного и карликового броненосцев — к близким к уязвимому положению. Остальные виды либо отнесены к находящимся вне опасности, либо для оценки состояния их популяции и ареала у ученых не достаточно данных.